# 火星洞穴项目

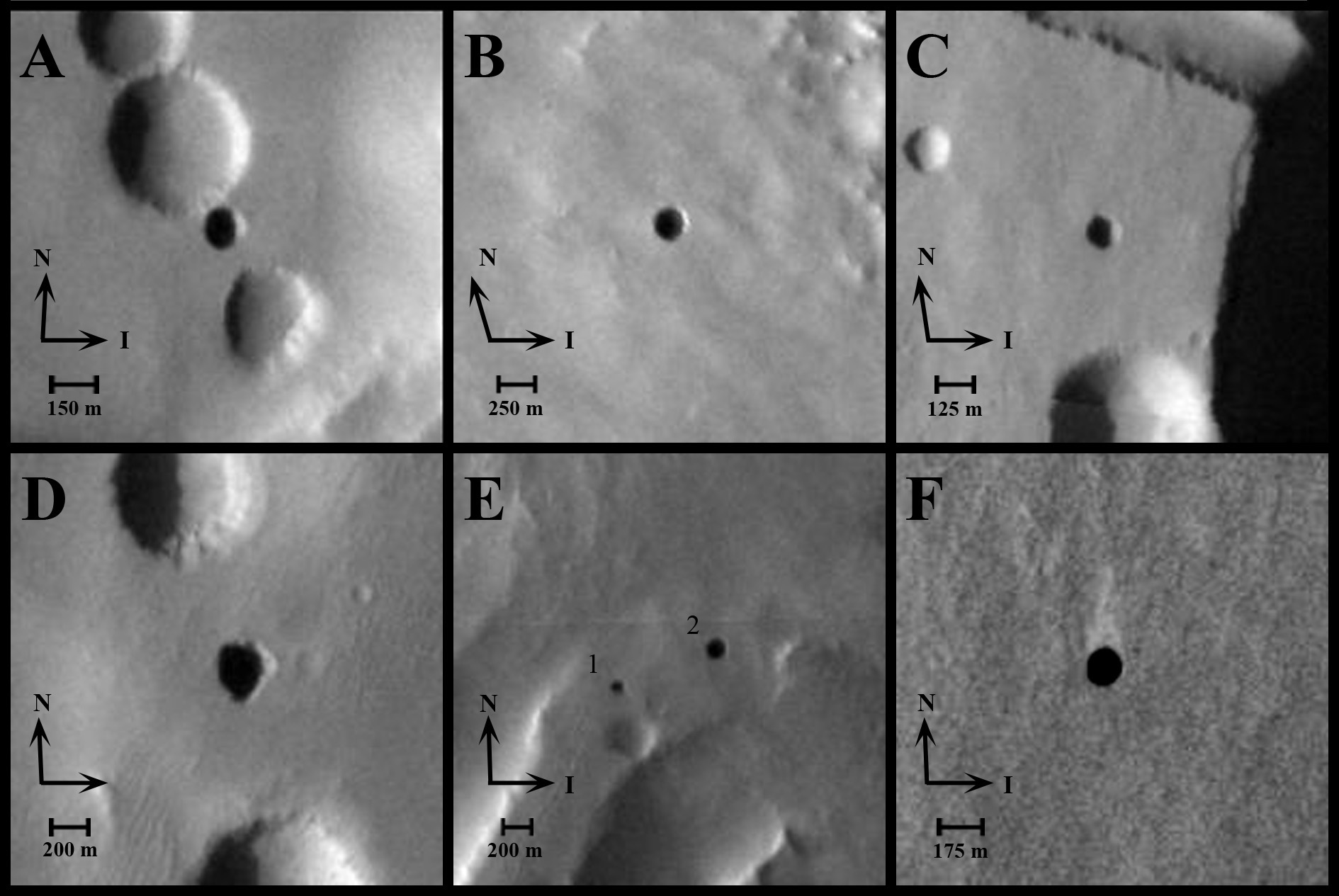
热辐射成像系统拍摄的阿尔西亚山上可能的洞穴口图像，这些坑被非正式地命名为 (A) 黛娜、(B) 克洛艾、(C) 温迪、(D) 安妮、(E) 艾比（左）和尼基及（F）珍妮。

火星洞穴项目（Caves of Mars Project）是本世纪初一项获得第二阶段拨款的美国宇航局“高级概念研究”计划，旨在评估安置载人火星任务所需的最佳研究和居住模块位置，其最终报告于2004年年中发表。

## 描述

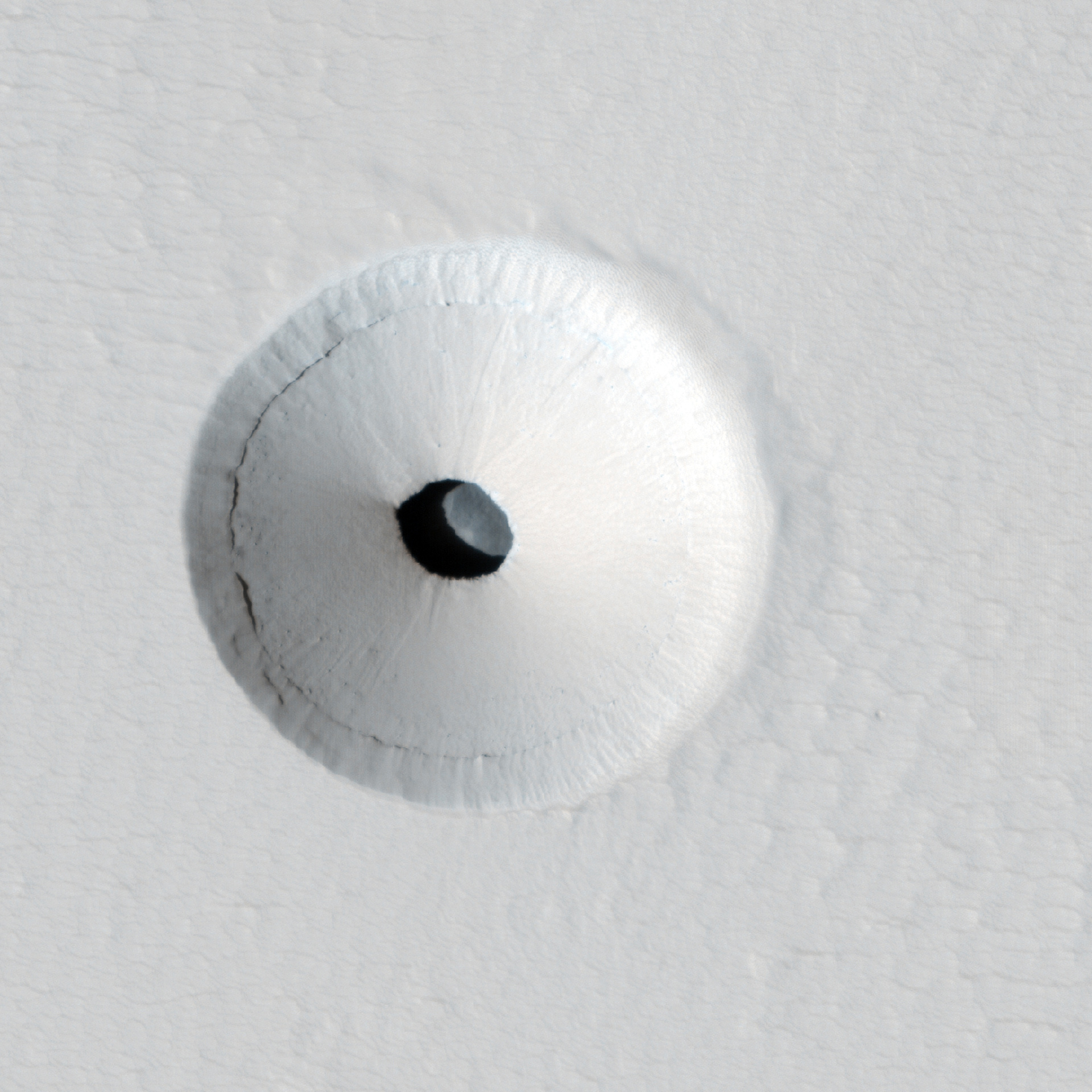
火星帕弗尼斯火山熔岩管天窗口的高分辨率成像科学设备图像。

洞穴和其他地下结构，包括火星熔岩管、峡谷悬岩和其他火星洞穴，可能对载人任务非常有用，因为它们能提供很大程度的屏蔽保护，可避免宇航员在火星任务时暴露在元素和强烈的太阳辐射下，并可提供给任务宇航员寻找矿物、气体、冰和任何地下生物的通道。
该项目还研究了充气模块和其他类似结构的设计，以帮助宇航员为人类和地球生物营造宜居的环境。

## 最终报告摘要
最终报告《人类对外星地下环境的利用》共分为10个部分：
1. 项目摘要
2. 导言
3. 技术促进确定
4. 基本任务确定
5. 示范任务
6. 技术试验
7. 行星保护协议的发展
8. 教育和外联
9. 结论
10. 文献参引及延伸阅读

第1节，项目摘要总结了整个项目，声称“该项目开发了一个革命性的系统，以探索利用地外洞穴的新理念”，并解释了为收集数据而测试的两项实验或“任务”。
第2节，导言回答了“为什么要将洞穴[用作火星研究基地]？”问题，并提供了各种不同的答案，列举了将洞穴作为火星探索立足点的优势，例如：
- 据推测，与火星表面相比，洞穴中的大气温度变化较少；
- 洞穴保护生命体和设备免受有害的太阳和银河系辐射；
- 洞穴可以防止沙尘暴及微型陨石撞击；
- 探索洞穴是一项重要的科学目标，因为它使研究火星上的地质、历史和可能存在的生命变得较为容易，而无需大型挖掘设备；
- 对洞穴加压能更适合人类居住的潜力；
- 允许轻松提取冰和矿物等地下材料。

本节还包括了一些有关这些洞穴现存状况与位置以及火星洞穴类型的推测，但由于高分辨率成像科学设备和热辐射成像系统任务等较新的研究，这些洞穴在很大程度上已经过时。
第3节，对技术推进的描述，分析了大量需用到的创新技术，并指出了这些技术当前的就绪指数。例如，“就地泡沫气闸”创新的技术备便水准为5级，而“洞穴惰性气体增压”则为2级。
第4节描述了洞穴居住所需的“基本任务”，它们是：
- 寻找地外洞穴；
- 保护洞穴内的科学环境；
- 应对黑暗（为栖息地内部提供照明解决方案）；
- 开发洞穴生命支持系统。

该出版物详细探讨了其中的每一项主题，并强调了使用发光细菌作为照明备份方案的新想法，并建议使用“光管道”技术对栖息地进行照明。文章还详细讨论了天窗和防辐射玻璃，这可能是由于2000年发表时尚缺乏先进的太阳能电池板和LED照明技术。
第5节包含关于“演示任务”的信息，特别是“内部空间的老鼠试验任务”，简称“莫米斯”（MOMIS）和人类等效物，简称“胡米斯”（HUMIS）。其想法是开发火星洞穴栖息地某些方面的初级版本，例如在老鼠等试验对象上使用氩混合呼吸气体和其他新的生命支持系统。莫米斯实验已成功完成了多次实验，但胡米斯实验被认为不在调查范围内，尽管已努力寻找试验场地，但所做的工作反映在2004年宾夕法尼亚州立学院春季学期的“洞穴天体生物学”探索级课程中。
第6节介绍了不同的“技术试验”，首先，为提供给宇航员无需穿着航天服的“便装型室内环境”，对充气式栖息地进行了研究。文章进一步建议，如果洞穴内空间大小合适，可在洞穴中放置一座充气的衬垫，并在不需要额外支撑系统的情况下进行充气。然后，文章建议使用双层衬垫系统，其中外层衬垫为洞穴表面提供一层外罩并封闭气压；内层衬垫则为宇航员提供栖息地，机械设备和生命支持系统可放置在二层衬垫之间。该报告还概述了这些衬垫的折叠、制造、运输、更换和充气方法。本节的另一个主要主题是“就地发泡”气闸，其设计需符合形状高度不规则的开口，易于部署和密封，他们最后提出的一种气闸装置系统，有多条可伸缩支撑腿，可延伸到所有洞壁。然后，气闸和洞壁之间的空间用可喷射、硬化的气密泡沫填充。接下来，报告概述了利用火星上存在的气体，特别是氩气加压来产生惰性气压环境的方法，这将使人类科学家只需佩戴呼吸装置，而不需穿着全压防护服，并建议洞穴内不得充满氧气或其他活性气体，因为这将使洞内所有潜在的科学价值失效，并可能对在洞穴内呼吸的人类有害。最后，本节介绍了一种洞穴内部通信网络系统，它也在一座真实的洞穴（罗伯逊洞穴）内进行过测试，并建议将来进行修改以增加带宽和信号强度。
第7节介绍了行星保护协议的制定，强调了在探索火星洞穴中的重要性，并建议使用“消毒微型机器人”进行探索和科学研究。
第8节名为“教育和外联”。它包含本报告产生的衍生科学竞赛实验信息，以及本报告及其创建所产生的其他外联影响。本节还概述了学校的教育活动，如“寻找熔岩管活动”和“小鼠宇航员计划”。
第9节和第10节总结了报告，并引用了参考文献供进一步阅读。

## 结果
该项目表明蟋蟀和老鼠可长时间呼吸氩混合气体而不会出现明显问题。
该项目制作了许多教育材料，通过其外联倡议提供。
在石灰岩洞穴系统中演示了无线通信技术。

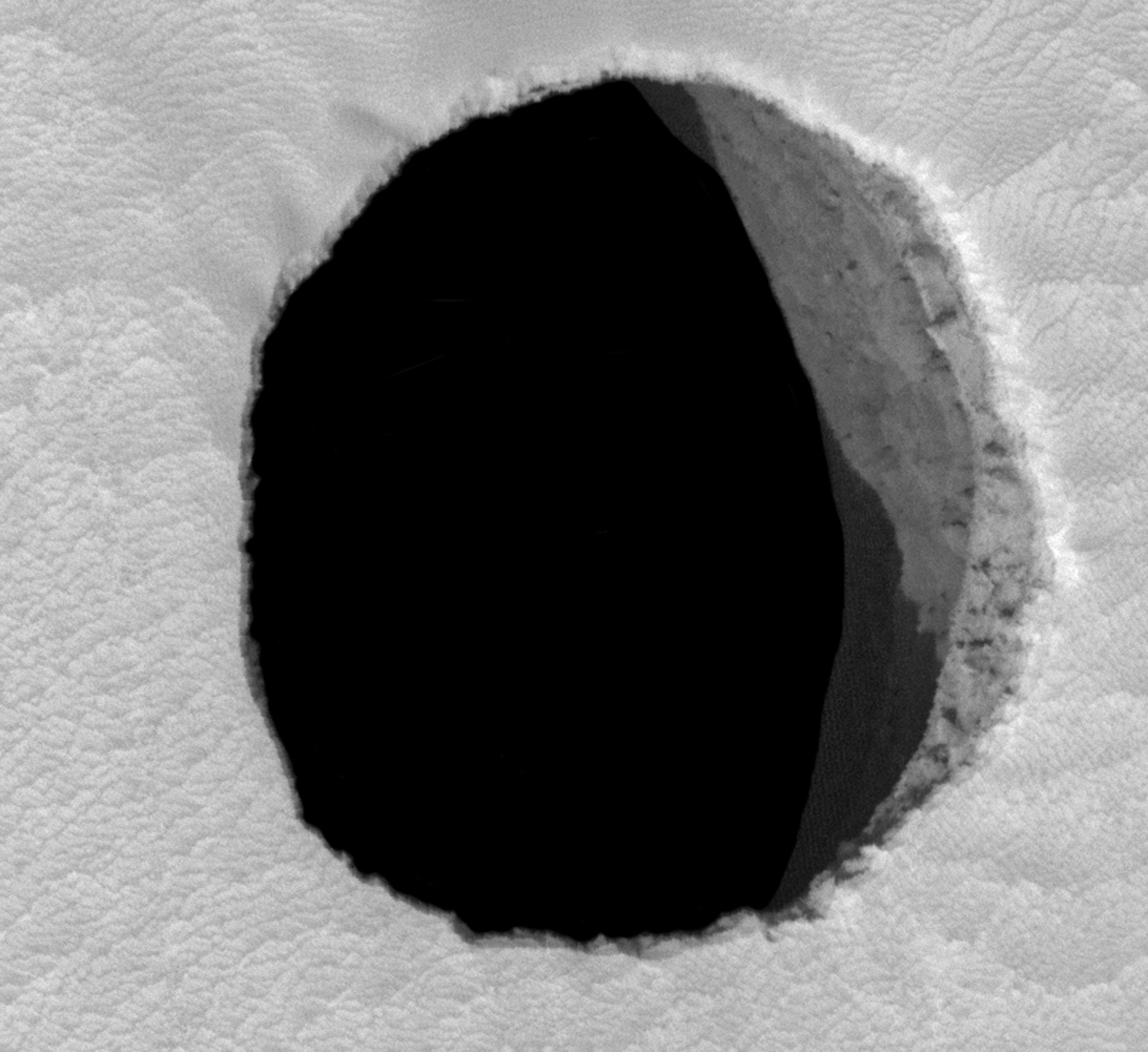
火星“珍妮”洞的热辐射成像系统图像，直径约150米（492英尺），至少178米（584英尺）深。
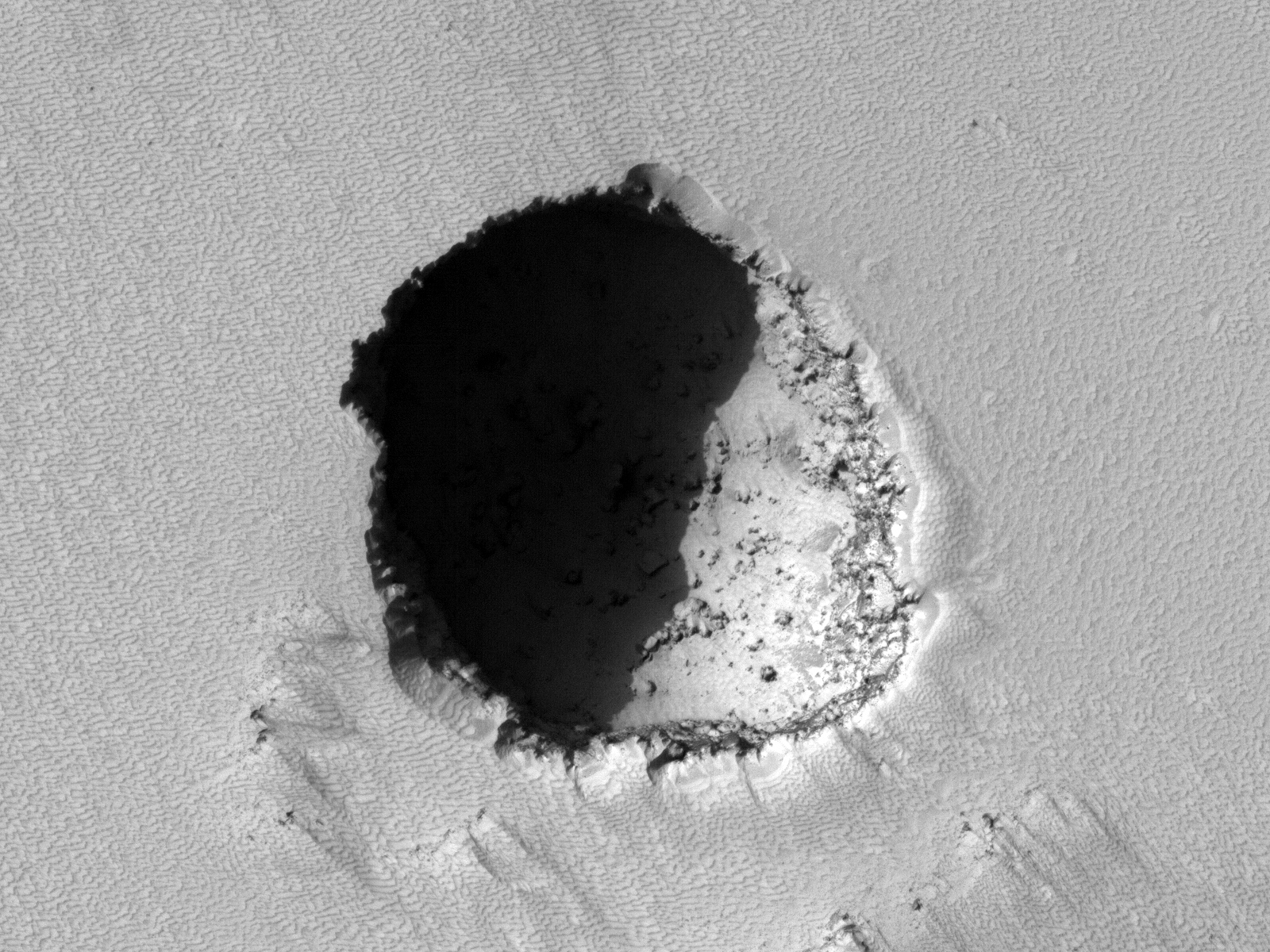
高分辨率成像科学设备拍摄的帕弗尼斯山东南坡上180米宽的熔岩管天窗照片。
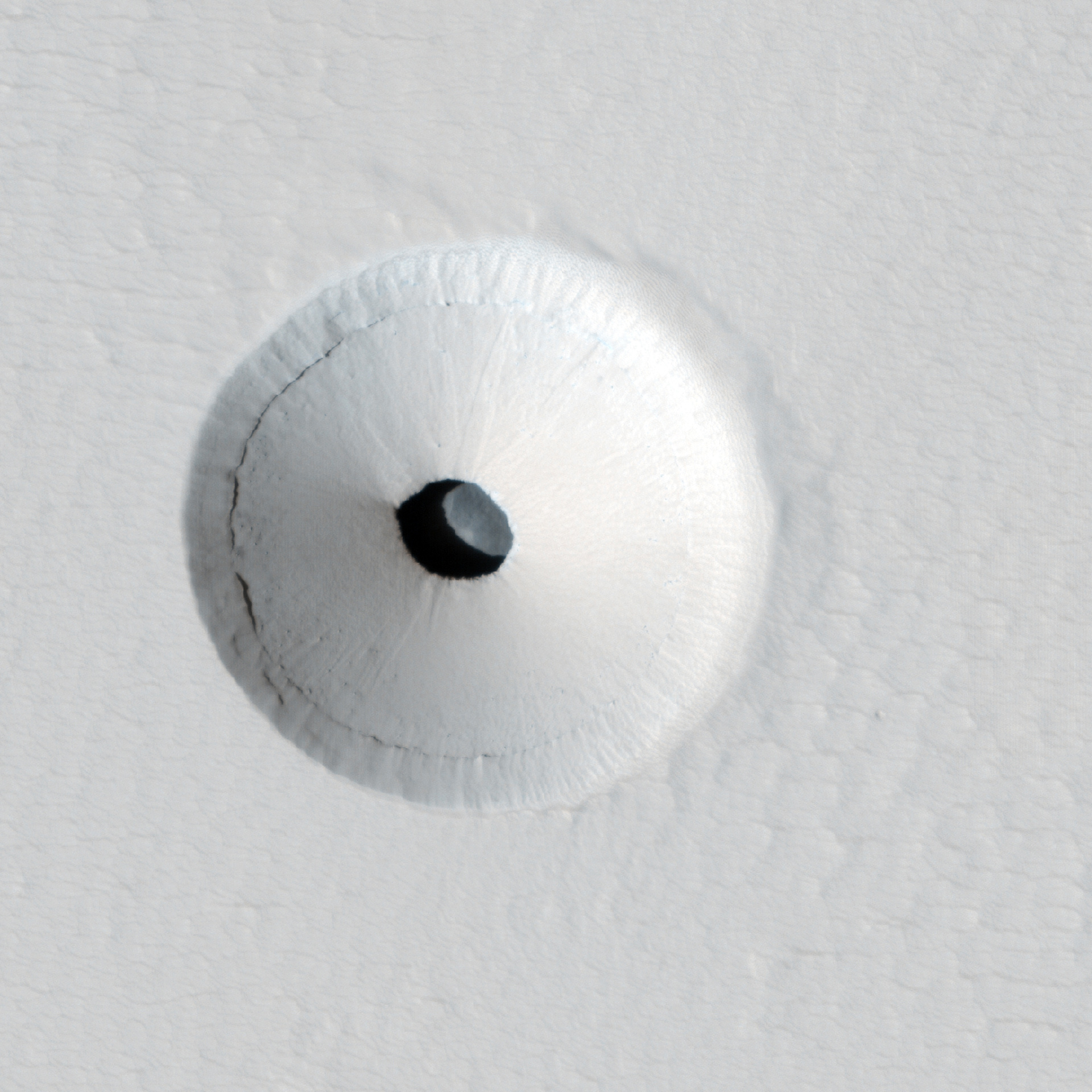
高分辨率成像科学设备拍摄的一幅35米宽的熔岩管天窗照片，该天窗位于被帕弗尼斯山上的一座塌坑内。

## 另请查看
- 火星探索
- 火星殖民
- 火星熔岩管